# A-26 Invader
De Douglas A-26 Invader is een Amerikaans tweemotorig aanvalsvliegtuig en lichte bommenwerper. De A-26 Invader kreeg in 1948 de aanduiding B-26, nadat de Martin B-26 Marauder werd uitgefaseerd en de Amerikaanse luchtmacht de "A"-aanduiding voor aanvalsvliegtuigen en lichte bommenwerpers schrapte. Door deze naamswijziging kunnen de Marauder en Invader met elkaar worden verward.

## Ontwikkeling
De ontwikkeling van de Douglas A-26 Invader begon in 1941. Ed Heineman was de ontwerper van het toestel. Ter voorbereiding op de productie zijn er drie experimentele versies van het toestel gemaakt:
- de XA-26 uitgevoerd als een lichte bommenwerper en aanvalsvliegtuig,
- de XA-26A uitgevoerd als nachtjager,
- de XA-26B uitgevoerd als aanvalsbommenwerper.

Het prototype met de aanduiding XA-26 vloog voor het eerst op 10 juli 1942.

## Varianten

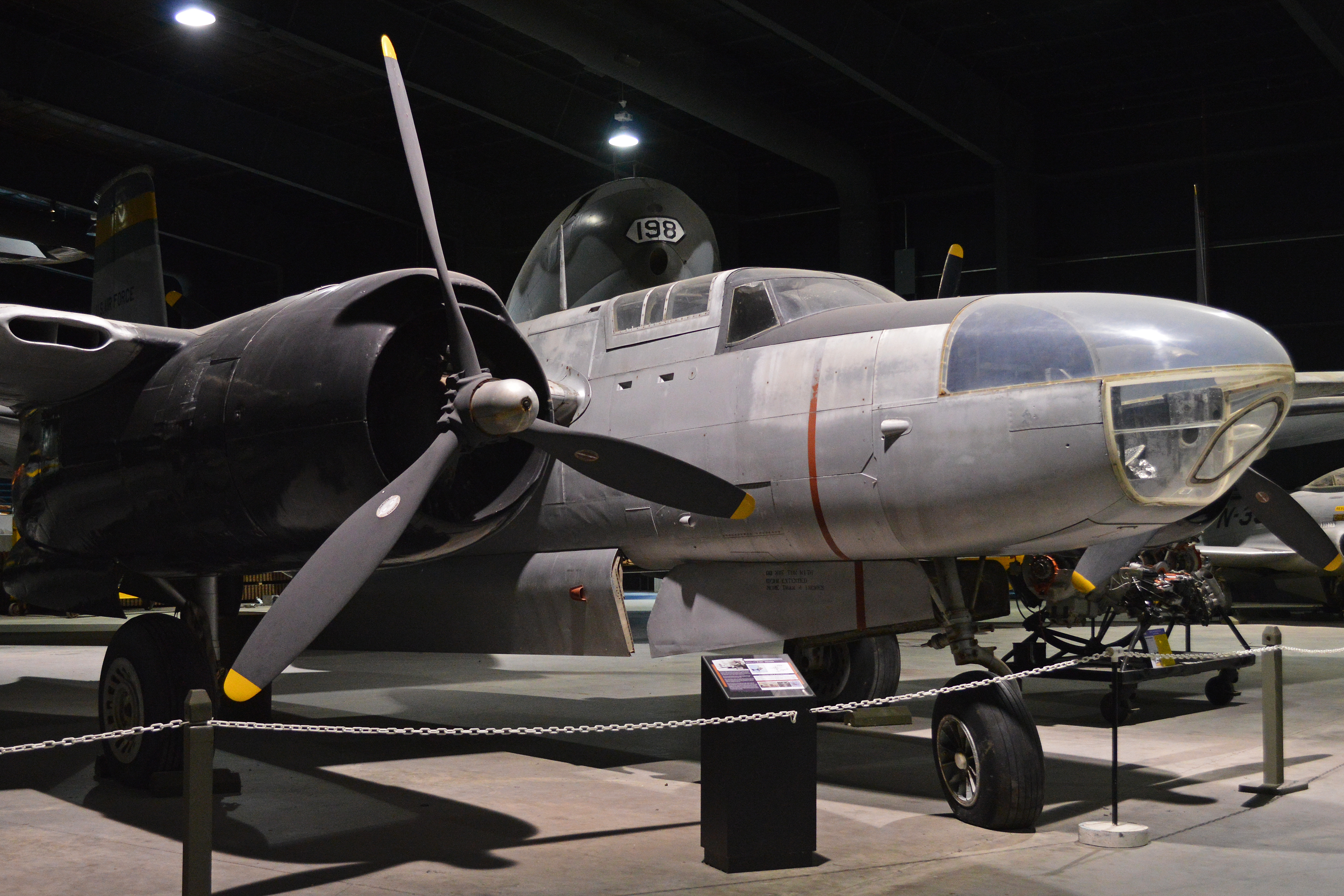
A-26C met glazen neus

De vroege A-26 versies werden gebouwd in twee configuraties:
- de A-26B met zes machinegeweren in de neus; ook konden nog extra machinegeweren onder de vleugel worden geplaatst.
- de A-26C met vensterpanelen in de neus, deze had een Norden-bommenrichter voor precisiebombardementen en bevatte aanvankelijk twee vaste machinegeweren.

Er zijn 2503 exemplaren van de A-26/B-26 Invader gebouwd.

## Inzet
De Douglas A-26 Invader werd voor het eerst op 19 november 1944 boven Europa ingezet. Het was de een van de weinige Amerikaanse bommenwerpers die in drie oorlogen dienst deed. Na de Tweede Wereldoorlog diende het toestel in de Koreaanse Oorlog en vervolgens ook tijdens de oorlog in Vietnam. De Franse luchtmacht gebruikte het toestel in de Algerijnse Oorlog. Tijdens de Invasie in de Varkensbaai kwam de Invader ook in actie, ze werd toen gevlogen door Cubaanse ballingen.
Het toestel werd verder nog ingezet bij de operaties Rode en Zwarte Draak ten tijde van de Congocrisis.
De laatste Amerikaanse militaire Invader werd in 1972 uit dienst genomen en aan het National Air and Space Museum geschonken.